# HD80316
HD80316 — хімічно пекулярна зоря спектрального класу A3, що має видиму зоряну величину в смузі V приблизно  7,8.
Вона  розташована на відстані близько 436,0 світлових років від Сонця.

## Пекулярний хімічний склад
Зоряна атмосфера HD80316 має підвищений вміст 
Eu
.